# Estació de Pubilla Cases
Pubilla Cases és una estació de la L5 del Metro de Barcelona situada sota el carrer Doctor Ramón Solanich, al barri de Pubilla Cases de l'Hospitalet de Llobregat.
L'estació es va inaugurar el 1973 com a part de la Línia V amb el nom de Pubilla Casas fins que el 1982 amb la reorganització dels números de línies i canvis de nom d'estacions va adoptar el nom actual.
| Metro de Barcelona     |             |                                 |              |                        |
| Procedència/Destinació | <           | Línia                           | >            | Procedència/Destinació |
| Cornellà Centre        | Can Vidalet |                                 | Ernest Lluch | Vall d'Hebron          |
| Cornellà Centre        | Can Vidalet | Font recorregut: PDI 2009-2018. |              | Vall d'Hebron          |

## Accessos
- Avinguda Josep Molins
- Carrer Doctor Ramon Solanich
- Carrer El·lipse